# Sarrió
Sarrió (en castellà i oficialment Sarrión) és un municipi de l'Aragó, situat a la província de Terol i enquadrat a la comarca de Gúdar-Javalambre. Es troba a la Carretera Nacional 234 a 36 km de la capital, Terol. Limita amb les poblacions de: la Pobla de Valverde, Valbona, Móra de Rubiols, Albentosa i Manzanera.

## Història
Ocupa una situació estratègica que li va permetre ser baluard defensiu de la comarca de l'Alt Millars en l'edat mitjana. En aquesta època, fou Sarrió cap de Sexma de la Comunitat de Terol i en l'església parroquial, se celebraren freqüents assemblees anuals.
A principis del segle xiii, després de la reconquesta, s'edificaren en la població dues esglésies: una a la Verge de Mediavulla i una altra al Santíssim Crist, en la qual radicà l'antiquíssima cofradia d'aquest nom. Sarrió fou un dels destins preferits de Jaume I, consta que el 30 de març de 1254 el rei es trobava al municipi.
Actualment es conserva el Portal de Terol, però sols un tram de la muralla. L'any 1364, Sarrió va ser arrasada per Pere el Cruel. Dependent de la comunitat de Terol, volgué alliberar-se el jou de la capital, es proclamà independent i alçà forca el 1447. El 1522, Joan de Lanuza desbaratà el pla i els caps foren empresonats i executats.
L'any 1336, Pere IV li va concedir el títol de Vila.
El carrer del poliesportiu s'anomena Fernando Lozano.
A l'inici de la Guerra Civil espanyola, la Columna Casas Sala, formada per milicians voluntaris i guàrdies civils, sortí de Castelló cap al front de Terol i prengué Sarrió. A La Pobla de Valverde, els guàrdies civils de la columna es passaren al bàndol franquista, obrint foc, i capturant els milicians. Pocs dies després, la Columna de Ferro es va haver de detenir per l'atac d'una columna nacionalista d'uns 300 homes procedents de Terol per reprendre-la, i venceren gràcies al suport de l'aviació.

## Fills il·lustres
- Juan García (1896-1969) Cantant d'òpera (tenor).

## Demografia
| 2.168 | 2.289 | 2.342 | 2.370 | 1.711 | 1.859 | 1.688 | 1.272 | 1.116 | 1.021 | 1.026 | 1.073 |

## Administració
| Període     | Alcalde o alcaldessa | Partit polític | Data de possessió | Observacions |
| ----------- | -------------------- | -------------- | ----------------- | ------------ |
| 1979–1983   |                      |                | 19/04/1979        | --           |
| 1983–1987   |                      |                | 28/05/1983        | --           |
| 1987–1991   |                      |                | 30/06/1987        | --           |
| 1991–1995   |                      |                | 15/06/1991        | --           |
| 1995–1999   |                      |                | 17/06/1995        | --           |
| 1999–2003   | Narciso Martín       | PP             | 03/07/1999        | --           |
| 2003–2007   | Narciso Martín       | PP             | 14/06/2003        | --           |
| 2007–2011   | Narciso Martín       | PAR            | 16/06/2007        | --           |
| 2011–2015   | n/d                  | n/d            | 11/06/2011        | --           |
| 2015–2019   | n/d                  | n/d            | 13/06/2015        | --           |
| 2019-2023   | n/d                  | n/d            | 15/06/2019        | --           |
| Des de 2023 | n/d                  | n/d            | 17/06/2023        | --           |

## Monuments
- Església parroquial de Sant Pere del segle xviii d'estil barroc.
- Ermita romànica de la Sang de Crist del segle xii.
- Palau del carrer Terol del segle xvi.
- Palau de Ventivilla, edifici gòtic del segle xv.

## Festes
- 3 de maig: Romeria de la Santa Creu.
- Juny, cap de setmana més pròxim al dia 24: Sant Joan.
- 15 d'agost: l'Assumpció de la Verge.
- Tercer cap de setmana de setembre: Verge de la Mediavilla i Sant Roc.
- Octubre: Verge del Pilar.
- Novembre:Fira de la trufa (Fitruf)